# Der stille Don (1957, Teil 2)
Der stille Don (Originaltitel: Тихий Дон, Tichi Don) ist ein sowjetischer Spielfilm in drei Teilen von Sergei Gerassimow aus den Jahren 1957 bis 1958. Der Regisseur hatte auch das Drehbuch verfasst. Es basiert auf dem gleichnamigen Roman von Michail Scholochow. Der vorliegende Artikel behandelt den zweiten Teil, der in der Bundesrepublik Deutschland am 8. Oktober 1968 im Programm des Ersten Deutschen Fernsehens (ARD) seine Premiere hatte.

## Handlung
Im ersten Teil des Zyklus zeichnete Gerassimow die Idylle am Don, bäuerliches Leben im Dorf Tatarsk mit Freude und Leid, Liebschaften und Feindschaften, Geburt und Tod. Dann aber bricht der Erste Weltkrieg aus, und die gesellschaftliche Umschichtung kündigt sich an in der Person des Schlossers Stockmann, den die Polizei als sozialdemokratischen Aufwiegler verhaftet.
Stellungskrieg an der Front, Hunger in der Heimat – das ist die Situation im Jahr 1916. Neue Fronten bilden sich, Weiße Armee und Rote Armee prallen aufeinander. Der Sturm auf den Winterpalast in Sankt Petersburg wird zum Auftakt der Oktoberrevolution. Grischa Melechow, der die mit ihm davongelaufene Axinja verlassen hat und zu seiner Frau Natalja zurückgekehrt ist, schließt sich den Bolschewiki an. Als er jedoch mit ansehen muss, wie wehrlose Gefangene bis auf den letzten Mann niedergemetzelt werden, verlässt er die Truppe und kehrt heim nach Tatarsk. Hier wird er Zeuge, wie Podtjolkow und die Überlebenden der Abteilung, der er bis vor Kurzem selbst auch angehörte, exekutiert werden, und dies vor den Augen von Frauen und Kindern.
Gemeinsam mit seinem Bruder Pjotr kämpft Grischa nun in den Reihen der Donkosaken-Armee, doch das Kriegsglück ist gegen sie. Die Roten besetzen Tatarsk, und Mischa Koschewoi und Stockmann, der Schlosser, inzwischen zum Kommissar der Bolschewiki avanciert, haben jetzt im Dorf das Sagen. Grischa und Pjotr bleibt nur die Flucht, zurück zur kämpfenden Kosaken-Truppe. Und dann geschieht das Entsetzliche: Mischa Kochewoi, den die kleine Dunjascha Melechow liebt, erschießt ihren Bruder Pjotr. Die Front zwischen Weiß und Rot, die ganz Russland zerschneidet, geht nun auch mitten durch das Dorf Tatarsk.
Fortsetzung: Der stille Don (Teil 3)

## Kritiken
Das Lexikon des internationalen Films zieht zu allen drei Teilen folgendes Fazit: „Fern aller Schwarzweißmalerei vermeidet der Film fast ebenso sehr wie der Roman «die Idealisierung der siegreichen Bolschewiki durch die ungeschminkte Bloßlegung der moralischen und charakterlichen Schwächen auch und gerade der Kommunisten» (Kindlers Literatur Lexikon). Der mit gewaltigem Aufwand in Szene gesetzte Sechsstundenfilm überzeugt am meisten in den vorzüglich gestalteten dialoglosen Außenaufnahmen.“
Lobend äußert sich auch der Evangelische Film-Beobachter: „Am Schicksal des Kosaken Grischa Melechow wird hier das Bild einer bewegten Zeit, einer Zeit des gesellschaftlichen Umbruchs gezeichnet. Nicht die konventionelle Machart, aber das außerordentliche Thema und die  bis auf Kleinigkeiten verblüffend objektive Sicht des Regisseurs sowie die ausgezeichnete Darstellung machen den Film für alle Zuschauer über 18 interessant und sehenswert.“

„1955-57 setzte Sergej Gerassimow den monumentalen Kosaken-Roman ‚Der stille Don‘ von Scholochow um, ein episches - in der DDR lief der Film als Dreiteiler von insgesamt 336 Minuten Spieldauer, in der Bundesrepublik wurde nur der 1. Teil in die Kinos gebracht, Teil 2 und 3 fanden ihre Aufführung ein Jahrzehnt darauf in der ARD - und ungemein ehrgeiziges Werk. Gerassimows Trilogie schildert in starken Bildern und faszinierender Detailtreue das Schicksal eines Kosakens während der Spätphase des untergehenden Zarenreichs bis zum endgültigen Sieg des Bolschewismus’. Dabei vermied der Regisseur plakative, prokommunistische Anbiederung, sondern schilderte seinen Protagonisten als Wanderer zwischen zwei durch die Historie ihm aufgezwungene Welten und deren Systeme. Auch das neue System wird nicht verklärt, in Gerassimows Epos wird Charakterschwäche und Amoral wie in der Romanvorlage durch den ‚neuen sozialistischen Menschen‘ nicht beseitigt.“